# Крекшин, Сергей Александрович
Сергей Александрович Крекшин (род. 14 декабря 1975) — российский футболист, полузащитник.
Начинал заниматься футболом в «Лужниках», в клубе «Союз». Был принят Эдуардом Стрельцовым в школу «Торпедо», но тяжело входил в коллектив. Вернулся в «Союз», после его распада перешёл в ЦСКА, где не проходил в состав и выбрал мини-футбольный клуб КСМ-24. Играть на высоком уровне мешала тяжёлая травма голеностопа, полученная в 14 лет и последствия её лечения. Спустя несколько лет Крекшин сделал операцию у известного финского хирурга Сакари Оравы.
В 1996—1997 годах играл в финском клубе 4 дивизиона «КаукПа-85» Кауконен вместе с вратарём Валерием Демченко, Василием Мерзликиным и играющим тренером Виктором Васильевым.
С помощью журналиста газеты «Спорт-Экспресс» Ивана Москаленко попал на Фареры, где в 1998 году играл за клуб Б-68 Тофтир вместе с Андреем Стахановым.
По возвращении выступал за клубы низших дивизионов Финляндии «КаукПа-85» (1999), «Корсхольм» (2000—2001), «ТП-Сейняйоки» (2005), «Лапуан Виркиа», «Санта-Клаус» Рованиеми
Работал спортивным директором в «Футбол Маркете» у Юрия Белоуса.